# Tayokpye-Tempel

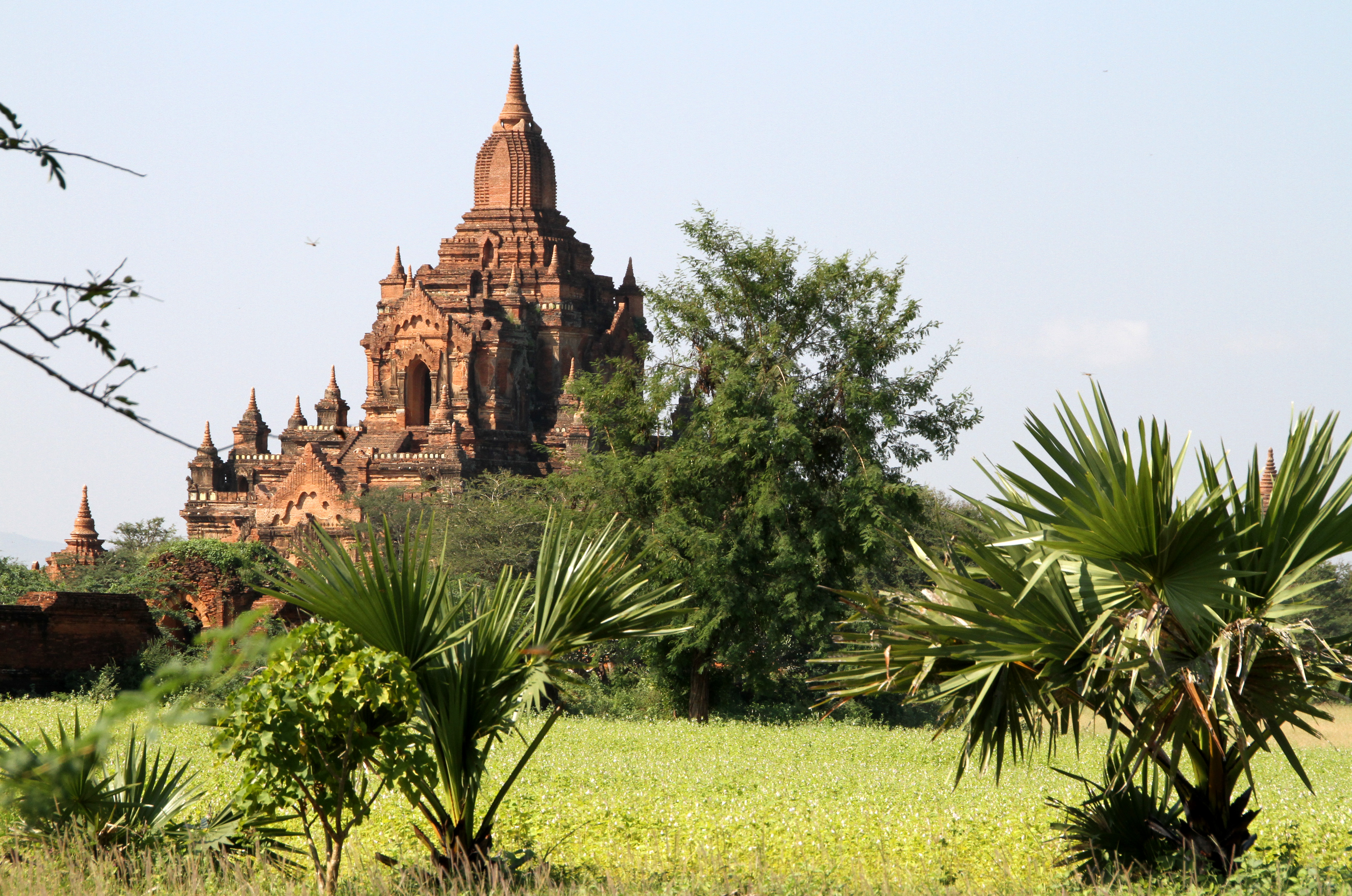
Tayokpye-Tempel

Der Tayokpye-Tempel (birmanisch လောကနန္ဒာစေတီ) ist ein buddhistischer Tempel in Bagan, Myanmar. Er steht beim Dorf Minnanthu.

## Geschichte
Der Tayokpye-Tempel wurde im dritten Viertel des 13. Jahrhunderts unter König Narathihapate erbaut. Der Name bedeutet so viel wie „Flucht vor den Chinesen“, bezugnehmend auf den gescheiterten Feldzug Narathihapates gegen China, das damals allerdings von den Mongolen beherrscht wurde.

## Beschreibung
Der Tempel ist mittelgroß und gehört wie die Großtempel Gawdawpalin, Htilominlo, Sulamani und Thatbinnyu zu der Gruppe der zweistöckigen Tempel. Außen sind Reste der Stuckverzierungen erhalten, innen befinden sich Reste von Wandmalereien.
Eine Treppe führt zum Obergeschoss, von dem man einen Überblick über das Tempelareal Bagans hat.